# Мвакабоко
Мвакабо́ко (англ. Mwakaboko) — традиційна громада у складі дистрикту Каронга Північного регіону Малаві.
Населення — 24889 осіб (2018).